# Araçatuba
Araçatuba är en stad och kommun i Brasilien och ligger i den nordvästra delen av delstaten São Paulo. Staden är belägen ett par mil söder om Rio Tietê, en stor biflod till Paranáfloden, och har ungefär 190 000 invånare. Araçatuba grundades den 2 december 1908 och blev en egen kommun den 8 december 1921. Cirka en mil sydost ligger en annan stor stad, Birigüi.

## Demografi
| Område     | Areal (km²)   | Invånarantal 1 augusti 2000 | Invånarantal 1 augusti 2010 | Invånarantal 1 juli 2014 |
| ---------- | ------------- | --------------------------- | --------------------------- | ------------------------ |
| Kommun     | 1 167,44      | 169 254                     | 181 579                     | 191 662                  |
| Centralort | Ingen uppgift | 164 449                     | 178 077                     | Ingen uppgift            |